# Koprologie

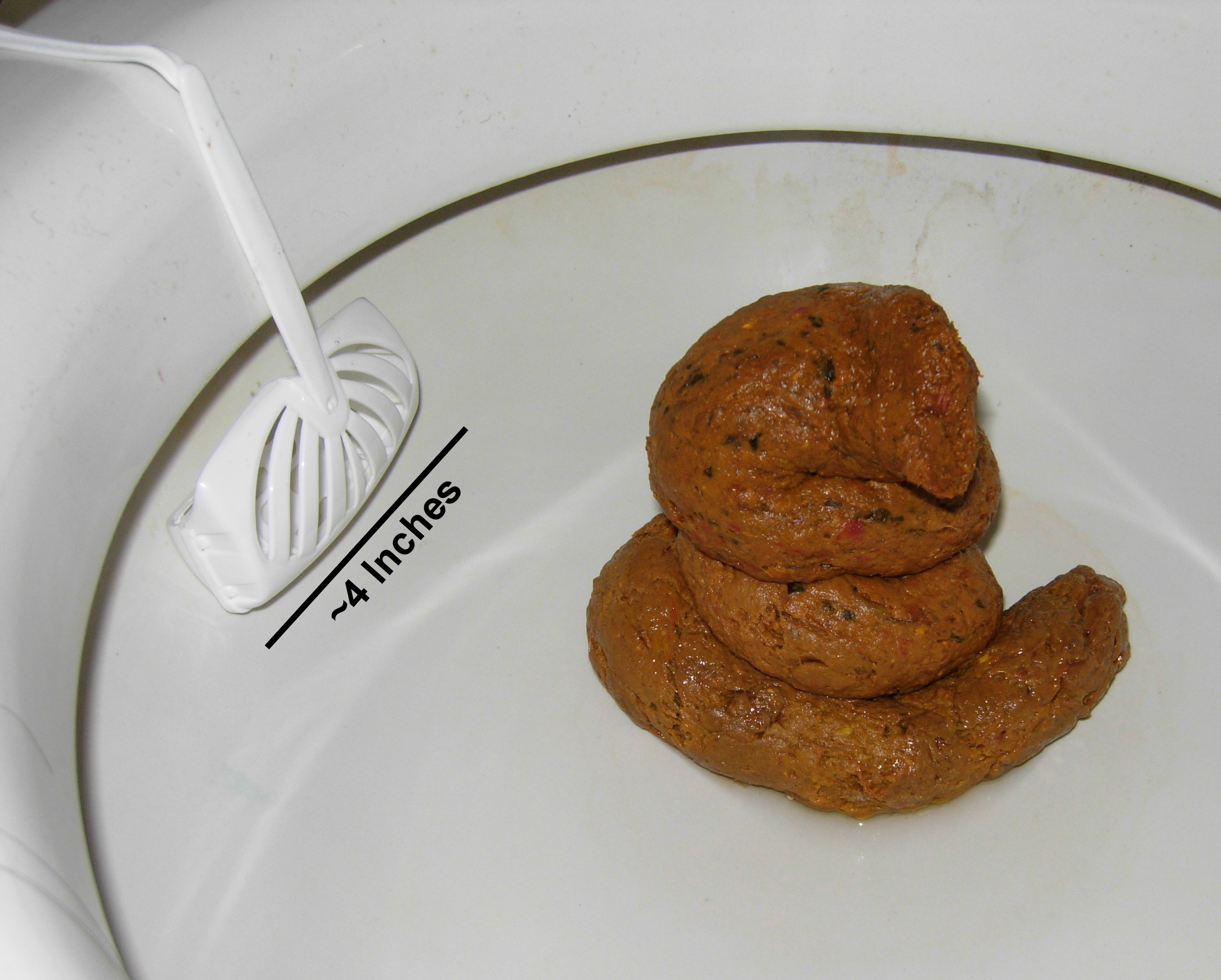
Rezenter Forschungsgegenstand

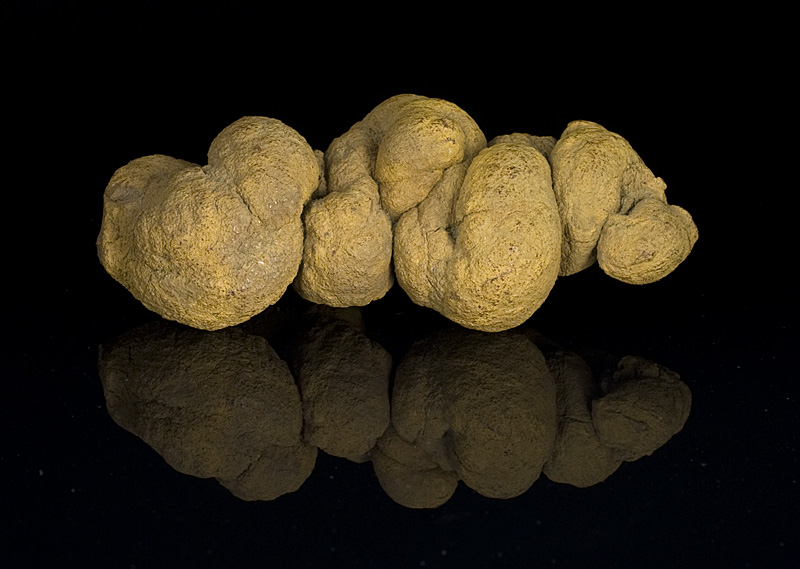
Fossiler Forschungsgegenstand

Koprologie (altgriechisch κόπρος kopros „Mist, Dünger, Kot“) bezeichnet die wissenschaftliche Untersuchung von Exkrementen, vor allem in biologischer und medizinischer Hinsicht.
Die koprologische Untersuchung gewährt beispielsweise
- in der Zoologie Aufschlüsse über Nahrung der entsprechenden Tierarten,
- in der Paläontologie das Studium von Koprolithen, also fossiler Exkremente ausgestorbener Tiere,
- in der Archäologie Hinweise auf Ernährungsgewohnheiten, vor allem die Untersuchung des Inhalts von Abortgruben, und
- in der Medizin, speziell der Parasitologie, Informationen über eventuelle Erkrankungen.

Der nah verwandte Begriff der Skatologie bezeichnet eher die Untersuchung der Rolle von Exkrementen in kultureller und psychologischer Hinsicht.
Dazu gehört das Studium von
- Exkrementen in der Literatur und Kultur, insbesondere,
- Fäkalsprache und Fäkalhumor, sowie von
- mit Exkrementen verknüpften sexueller Paraphilien.

Zu den auch mit dem Sammelbegriff Exkrementophilie bezeichneten Paraphilien gehören Koprophilie, Koprolagnie bzw. Skatophilie, wiederum schlecht gegeneinander abgegrenzte Begriffe. Koprophilie bezeichnet eher den als sexuell erregend empfundenen physischen Kontakt mit Exkrementen, Koprolagnie spezifisch den als demütigend empfundenen, erzwungenen Kontakt (also eine Verbindung von Koprophilie und Algolagnie), während Skatophilie eher die Fixierung auf mittelbare Erregung durch Exkremente bezeichnet, beispielsweise durch Gebrauch von Fäkalsprache beim Sex, von verunreinigter Wäsche oder die entsprechenden Geruchswahrnehmungen.